# 文豪少年!〜ジャニーズJr.で名作を読み解いた〜
『文豪少年！～ジャニーズJr.で名作を読み解いた～』は、2021年3月21日から4月25日までWOWOWプライムで放送されていた（全10話 / 1話完結）オムニバスドラマ。ジャニーズJr.の少年忍者12名が主演を務める。原作の作品を、現代の視点からドラマ化。

## あらすじ
第1話『クモの糸』
少年刑務所に入所している神田は、過酷な環境にありながらも、同室の犬山と緊張感のない日々を過ごしていた。ある日、祖母の体調不良を聞いて焦りを感じ始めていると、一匹の猫に導かれて高い塀から垂れ下がった一本のロープにたどり着く。
第2話『メロスを待つ男』
王を怒らせたメロスの身代わりとして、牢に入れられたセリヌンティウスの視点から「走れメロス」を解釈する。
第3話『注文が多い店には気をつけろ』
とある一族が、経済や文化など全てを取り仕切っている町があった。その一族の中でも上位の階級に属する少年・カフスとネクタイは、立場を利用して普段から生意気な振る舞いを続けていた。ある日、二人の前に少女が現れ、特別な料理店への招待状を差し出す。
第4話『罪と罰の散歩者』
お金がなく、夢や目標もない、人生に退屈している若者・郷田の唯一の興味は犯罪であった。ある日、公園で謎の男から古ぼけた双眼鏡を渡されたことをきっかけに、周囲の人間の観察を始める。そこで目に留まったのは、乱暴な男にいいように使われ、郷田には不幸であるようにしか見えない女であった。
第5話『二百十日の二百十段』
世の中の不公平なことを打ち破りたいという威勢だけはいい陸と圭が、屋上に行けば良いことが起こるはずだという根拠のない考えから、「学校の屋上まで上ること」を目標とした階段部を結成する。
第6話『稲荷坂の秘密』
窮屈な世の中に嫌気がさした信一は刺激を求め、女装して町をぶらついていた。そこに何年か前、不思議な体験をさせてくれた女が現れる。その女に気付いた信一はそっとアプローチし、謎の女と秘密の部屋で過ごす日々が始まる。
第7話『外科室のある洋館』
医大に通う高峰は、医師の家系に生まれ、金銭的に恵まれた環境で育ったために周囲の女性からの人気は抜群だった。ある日、気の進まない合コンに参加していた高峰の元に一本の電話が入る。
第8話『少年と舟』
弟を殺した罪で少年鑑別所に送られてきた真鍋は、犯した罪の重さに反し、穏やかで優しげな様子であった。担当教官である羽田は当初その様子に戸惑ったが、真鍋の純真な振る舞いを見ているうちに、上司の溝口と不倫関係にあった心が揺れ始める。
第9話『雪おんなの風』
茂之の母が突然姿を消した。父に理由を問い詰めると、雪おんなである母との約束を破ってしまったために姿を消したのだという。半信半疑のまま友達のクニオ・ヒロシと共に、両親が最初に出会ったという山へ向かうと、キャンプをしている一人の男と出会う。
第10話『冬の青の日傘』
動画サイトに「ジャスティスマン・ザ・ホワイト」として登場し、町の「民度チェック」などではそこそこの人気がある真木は、なかなか再生回数ランキングのトップをとることが出来ず、悔しい思いをしていた。ある日、女が飛び降り自殺をする姿を目撃し、撮影してサイトに投稿したところ、再生回数ランキングがアップした。その満足感に浸っている真木の元に、新聞記者の大塚が現れる。

## キャスト
全話出演
ブックカフェ・マスター
演 - イッセー尾形
とある小さなブックカフェの店主。
第1話 『クモの糸』
神田
演 - 黒田光輝（少年忍者）
少年刑務所に入所中。おばあちゃん子で、猫に縁がある。
蓮池
演 - 小市慢太郎
神田のいる少年刑務所の所長。
犬山
演 - 豊田陸人（少年忍者）
神田と同室の少年。
神田の祖母
演 - 吉田幸矢
第2話 『メロスを待つ男』
セリヌンティウス
演 - ヴァサイェガ渉（少年忍者）
古代ギリシャ・シラクスの石工。王を怒らせ、死刑を言い渡された親友・メロスが故郷の妹の結婚式に出席している間、身代わりとして牢に入る。
牢番
演 - 金児憲史
セリヌンティウスが囚われている地下牢の番。
第3話『注文が多い店には気をつけろ』
カフス
演 - 小田将聖（少年忍者）
地域を支配する一族の子息。周囲に横柄な態度をとっているが、気弱な一面もある。
ネクタイ
演 - 田村海琉（少年忍者）
地域を支配する一族の子息。周囲の人間、皆を見下しており、生き物への愛情が薄い。
教師
演 - 堀部圭亮
カフスとネクタイが通う学園の教師。
第4話『罪と罰の散歩者』
郷田
演 - 川﨑皇輝（少年忍者）
金がなく夢や目標もないため、人生に退屈していた。唯一興味のあったことは犯罪。
女
演 - 冨手麻妙
団地で、郷田の向かいの部屋に住んでいる。
第5話『二百十日の二百十段』
陸
演 - 安嶋秀生（少年忍者）
圭と共に階段部を結成。
圭
演 - 檜山光成（少年忍者）
陸と共に階段部を結成。
売店の女性
演 - ふせえり
高校の売店の女性。
第6話『稲荷坂の秘密』
信一
演 - 深田竜生（少年忍者）
刺激を求め、女装をして町をぶらついている。
女
演 - 木﨑ゆりあ

第7話『外科室のある洋館』
高峰
演 - 織山尚大（少年忍者）
医師の家系で育ち、金銭的に恵まれていたため、女性からは人気抜群である。中学生のときに、一度だけ目を合わせたことのある保健の先生・貴船のことが忘れられないでいる。
貴船
演 - 中村ゆり
一時期、高峰の通う中学に保健の教師として赴任していた。
第8話『少年と舟』
真鍋
演 - 北川拓実（少年忍者）
弟を殺した罪で少年鑑別所に送られる。
羽田
演 - 徳永えり
真鍋を担当する家裁調査官。溝口とは不倫関係にある。
溝口
演 - 佐藤アツヒロ
羽田の上司。
第9話『雪おんなの風』
茂之
演 - 元木湧（少年忍者）

森の男
演 - 長谷川純
茂之たちと出会った付近の山を所有している。
クニオ
演 - 平塚翔馬（少年忍者）
茂之の友人。民俗学に興味がある。
ヒロシ
演 - 青木滉平（少年忍者）
茂之の友人。オカルトマニア。
第10話『冬の青い日傘』
真木
演 - 内村颯太（少年忍者）
謎の覆面男「ジャスティスマン・ザ・ホワイト」として、サイトに動画をアップロードしている。町ではそこそこの知名度だが、サイト内での再生回数ランキングでトップをとることが出来ず、悔しい思いをしている。
大塚
演 - 野波麻帆
帝刊新聞の記者。

## スタッフ
- 原作[1]
  - 第1話：芥川龍之介 『蜘蛛の糸』
  - 第2話：太宰治『走れメロス』
  - 第3話：宮沢賢治『注文の多い料理店』
  - 第4話：江戸川乱歩『屋根裏の散歩者』
  - 第5話：夏目漱石『二百十日』
  - 第6話：谷崎潤一郎『秘密』
  - 第7話：泉鏡花『外科室』
  - 第8話：森鴎外『高瀬舟』
  - 第9話：小泉八雲『雪女』
  - 第10話：夢野久作『空を飛ぶパラソル』
- 監督 - 本多繁勝（OP・ED・2話・9話）、中尾浩之（3話・5話）、松井夢壮（6話・10話）、保母海里風（4話・8話）、鯨岡弘識（1話・7話）[1]
- 脚本 - 小松屋たから[1]
- 音楽 - 窪田ミナ、加藤みちあき[1]
- プロデューサー - 井上衛、渡邉浩仁、柳内久仁子
- 制作協力 - AX-ON
- 製作著作 - WOWOW

## 放送日程
| 各話   | 放送日  | サブタイトル               | 脚本         | 監督               |
| ------ | ------- | -------------------------- | ------------ | ------------------ |
| 第1話  | 3月21日 | クモの糸                   | 小松屋たから | 鯨岡弘識、本多繁勝 |
| 第2話  | 3月28日 | メロスを待つ男             | 小松屋たから | 本多繁勝           |
| 第3話  | 4月4日  | 注文が多い店には気をつけろ | 小松屋たから | 中尾浩之           |
| 第4話  | 4月11日 | 罪と罰の散歩者             | 小松屋たから | 保母海里風         |
| 第5話  | 4月18日 | 二百十日の二百十段         | 小松屋たから | 中尾浩之           |
| 第6話  | 4月25日 | 稲荷坂の秘密               | 小松屋たから | 松井夢壮           |
| 第7話  | 5月2日  | 外科室のある洋館           | 小松屋たから | 鯨岡弘識           |
| 第8話  | 5月9日  | 少年と舟                   | 小松屋たから | 保母海里風         |
| 第9話  | 5月16日 | 雪おんなの風               | 小松屋たから | 本多繁勝           |
| 第10話 | 5月23日 | 冬の青い日傘               | 小松屋たから | 松井夢壮           |